# كوكو شانيل وإيغور سترافينسكي
كوكو شانيل وإيغور سترافينسكي هو فيلم من نوع مقتبس ‏ وسيرة ذاتية ودراما أُصدر في 24 مايو 2009. الفيلم من إنتاج كنال+ ووايلد بانتش ‏، ومن توزيع سوني بيكتشرز كلاسيك، وهو من إخراج يان كونين، أما السيناريو فكان من كتابة يان كونين وكريس جرينهالغ. الفيلم مقتبسٌ من Coco and Igor ‏ من تأليف كريس جرينهالغ.

## القصة
تقع أحداث الفيلم في باريس. وقصة الفيلم الرئيسية حول كوكو شانيل وإيغور سترافينسكي.

## طاقم التمثيل
- Michel Ruhl [الإنجليزية]‏
- آنا موغلاليس، بدور كوكو شانيل
- انطون ياكوفليف  [لغات أخرى]‏
- Catherine Davenier  [لغات أخرى]‏
- مادس ميكلسن، بدور إيغور سترافينسكي
- David Tomaszewski [الإنجليزية]‏
- Marek Tomaszewski [الإنجليزية]‏
- Natacha Lindinger [الإنجليزية]‏، بدور Misia Sert [الإنجليزية]‏
- نيكولا فود، بدور إرنست بو
- اوليفييه كلافري  [لغات أخرى]‏
- Pierre Glénat  [لغات أخرى]‏
- رشا بوكفيتش  [لغات أخرى]‏، بدور Grand Duke Dmitri Pavlovich of Russia [الإنجليزية]‏
- Sarah Barlondo [الإنجليزية]‏
- Elena Morozova  [لغات أخرى]‏
- اناتول توبمان

## الإنتاج
موسيقى الفيلم التصويرية كانت من تأليف غبريال يارد.

## وصلات خارجية
- كوكو شانيل وإيغور سترافينسكي على موقع IMDb (الإنجليزية)
- كوكو شانيل وإيغور سترافينسكي على موقع ميتاكريتيك (الإنجليزية)
- كوكو شانيل وإيغور سترافينسكي على موقع روتن توميتوز (الإنجليزية)
- كوكو شانيل وإيغور سترافينسكي على موقع نتفليكس (الإنجليزية)
- كوكو شانيل وإيغور سترافينسكي على موقع ألو سيني (الفرنسية)
- كوكو شانيل وإيغور سترافينسكي على موقع Turner Classic Movies (الإنجليزية)
- كوكو شانيل وإيغور سترافينسكي على موقع أول موفي (الإنجليزية)
- كوكو شانيل وإيغور سترافينسكي على موقع بوكس أوفيس موجو (الإنجليزية)
- كوكو شانيل وإيغور سترافينسكي على موقع فيلمافينيتي (الإسبانية)
- كوكو شانيل وإيغور سترافينسكي على موقع قاعدة بيانات الأفلام السويدية (السويدية)